# Jakubowo (osada w powiecie szamotulskim)
Jakubowo – osada w Polsce położona w województwie wielkopolskim, w powiecie szamotulskim, w gminie Pniewy.
W latach 1975–1998 miejscowość administracyjnie należała do województwa poznańskiego.